# 本朝水滸伝豪傑八百人一個
『本朝水滸伝豪傑八百人一個』（ほんちょうすいこでんごうけつはっぴゃくにんのひとり）は歌川国芳による浮世絵木版画の連作である。題が『本朝水滸伝剛勇八百人一個』と表記されている作品も含まれる。

## 概要
『通俗水滸伝豪傑百八人之一個』が好評であったため、その版元加賀屋は今度は日本人の英雄が登場する『本朝水滸伝豪傑八百人一個』を出版した。古典の軍記物の登場人物だけでなく、当時人気の読本に登場する架空の人物をも取り上げるという新しい試みであった。他にも『絵本更科草紙』や『自来也説話』などの登場人物も取り上げられている。

## 作品

### 制作・刊行時期
天保元年(1830年)頃に始まり、天保七年(1836年)頃まで出版された。天保元年当時七輯まで出版され人気を集めていた曲亭馬琴の『南総里見八犬伝』に登場する八犬士や、越前美濃飛騨の境穴間越の山中で山鮫魚を退治する「宮本無三四」、激しい水の中で板ごと鮎を押し上げる「早川鮎之助」、羅生門で茨木童子の腕を切った「渡辺源二綱」など、個性的な登場人物揃いである。

### 一覧
実際に出版された数は明らかではないが現在30図が確認されているとされ、以下に24図を数えることができる。その中には二枚続の作品もある。並びは登場人物の五十音順である。

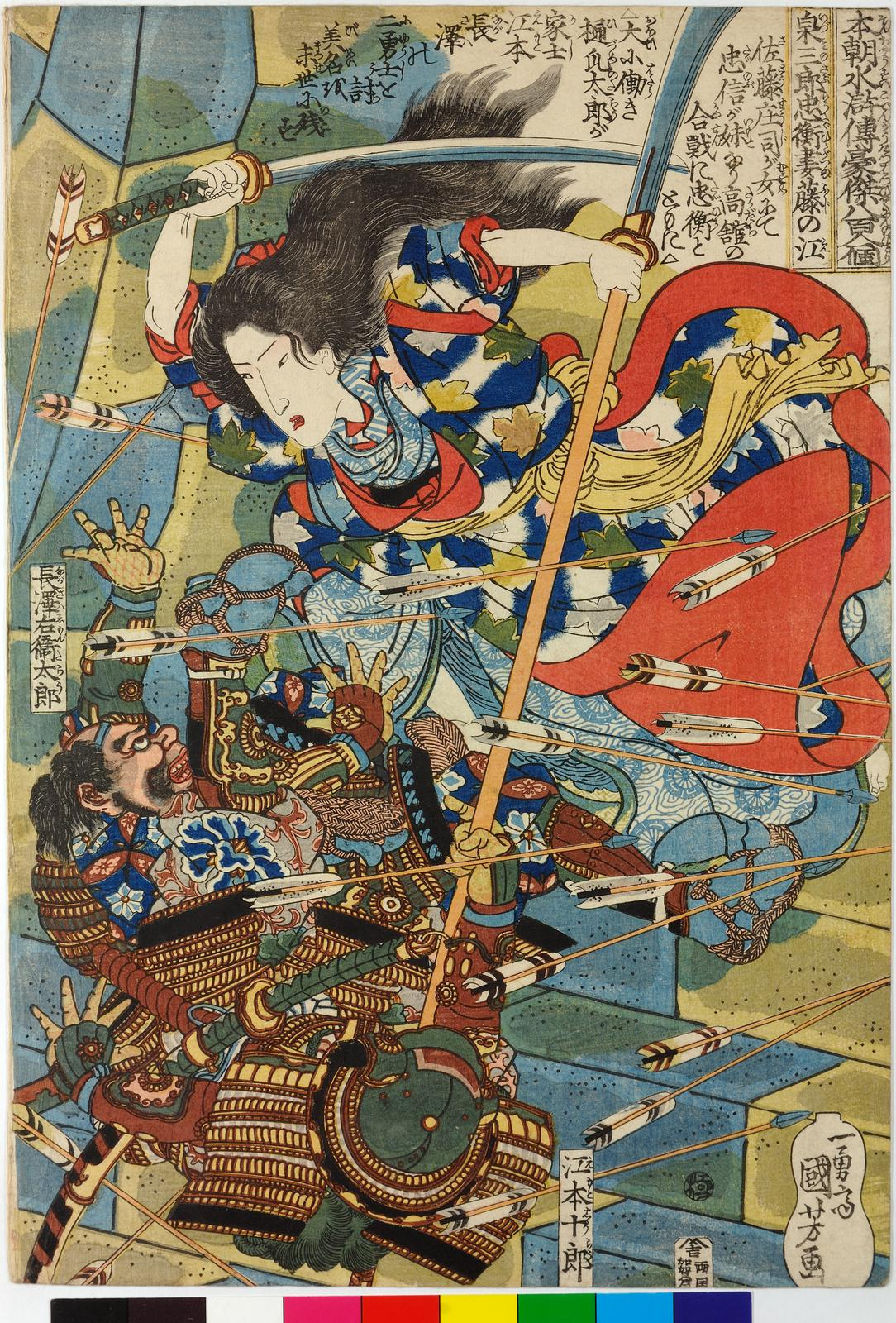
泉三郎忠衡妻藤の江
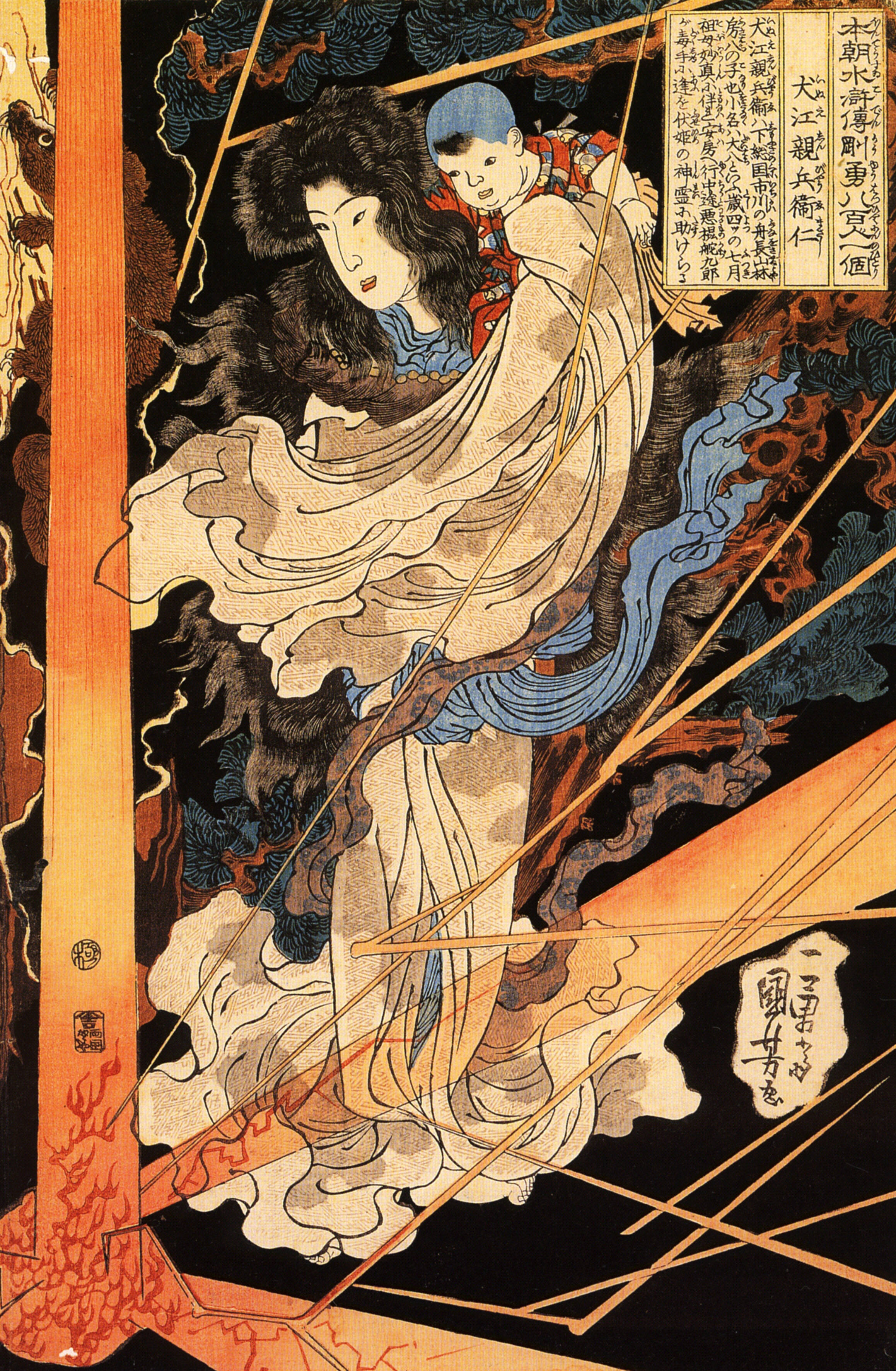
犬江親兵衛仁
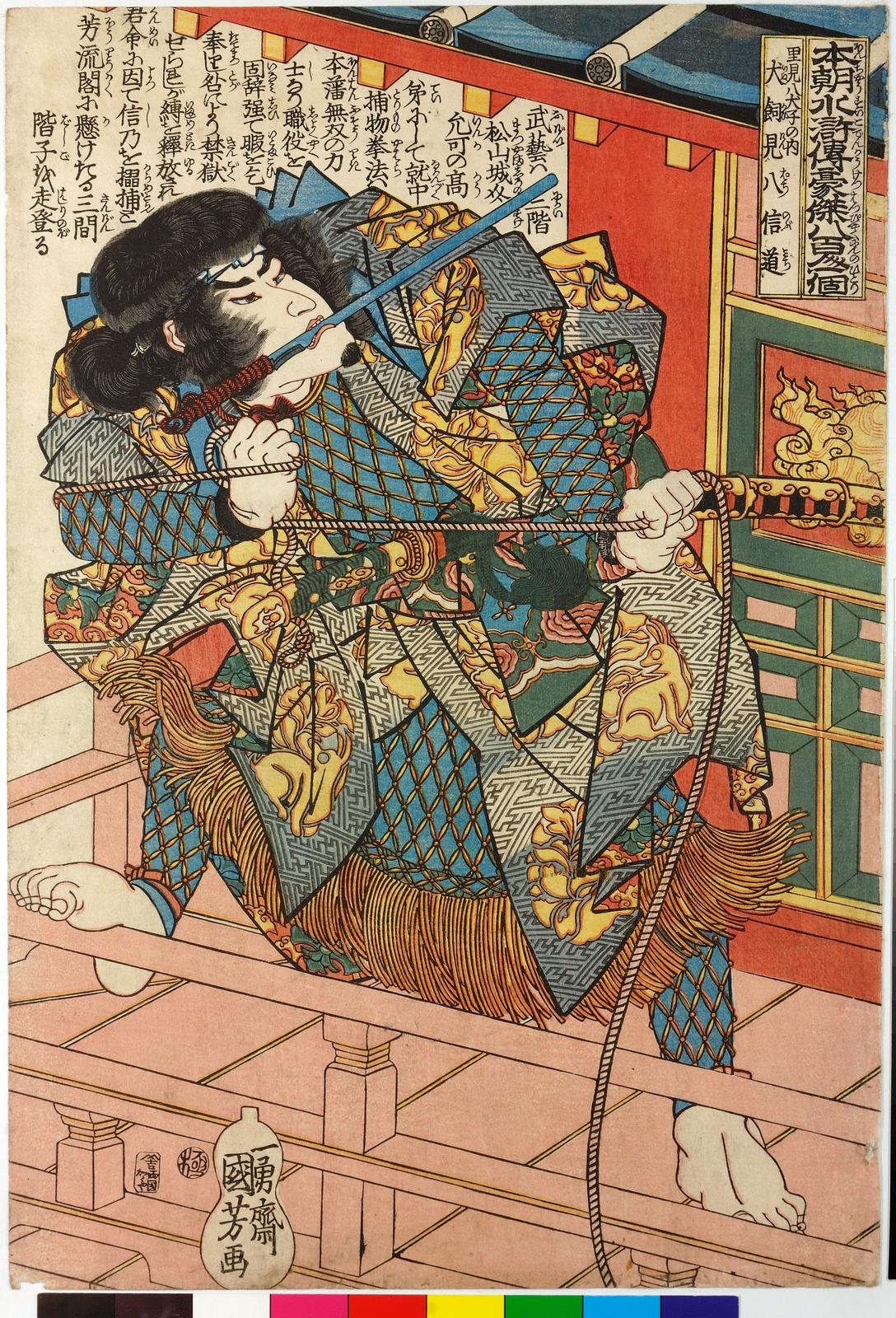
犬飼見八信道
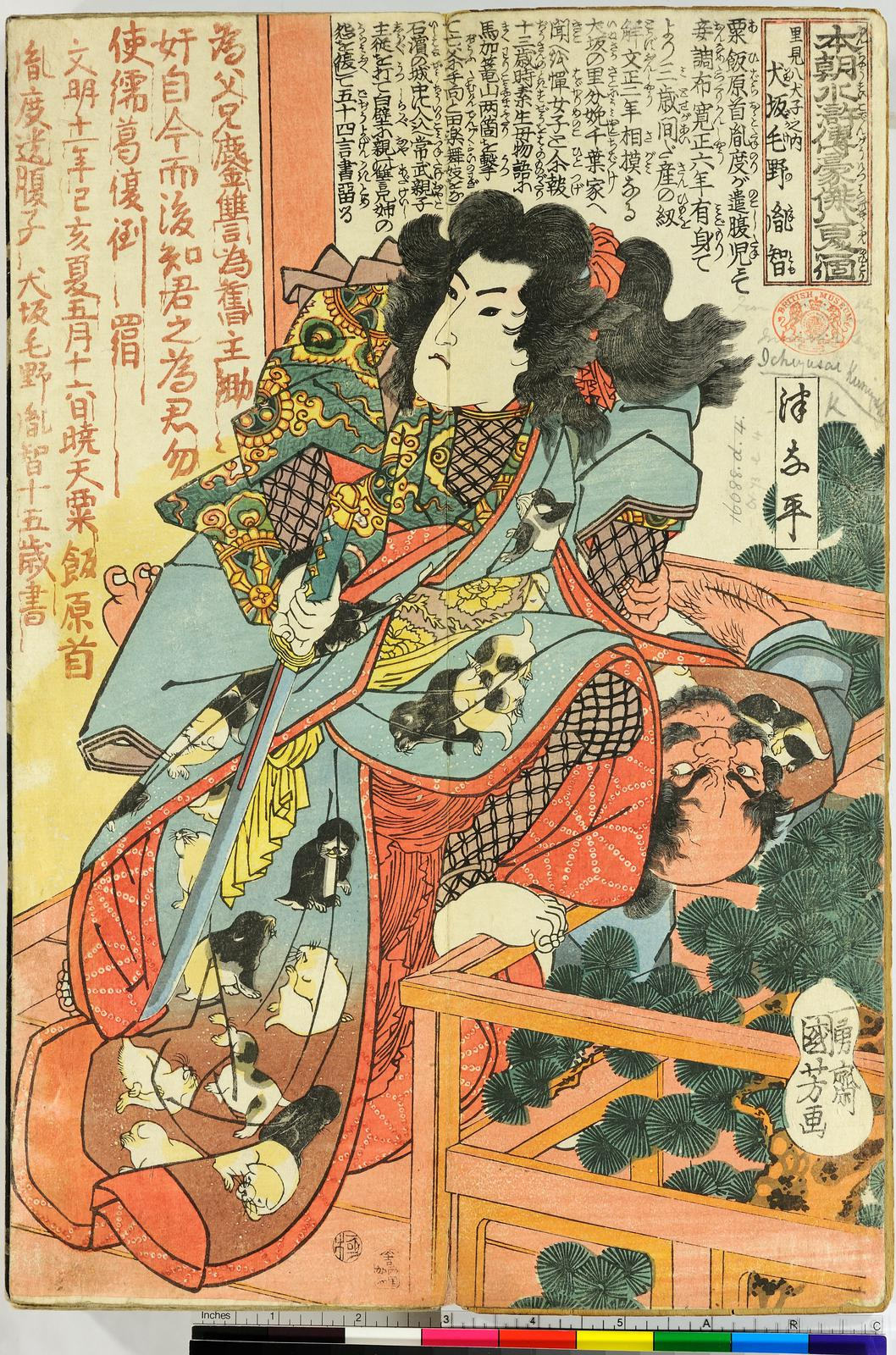
犬坂毛野胤智
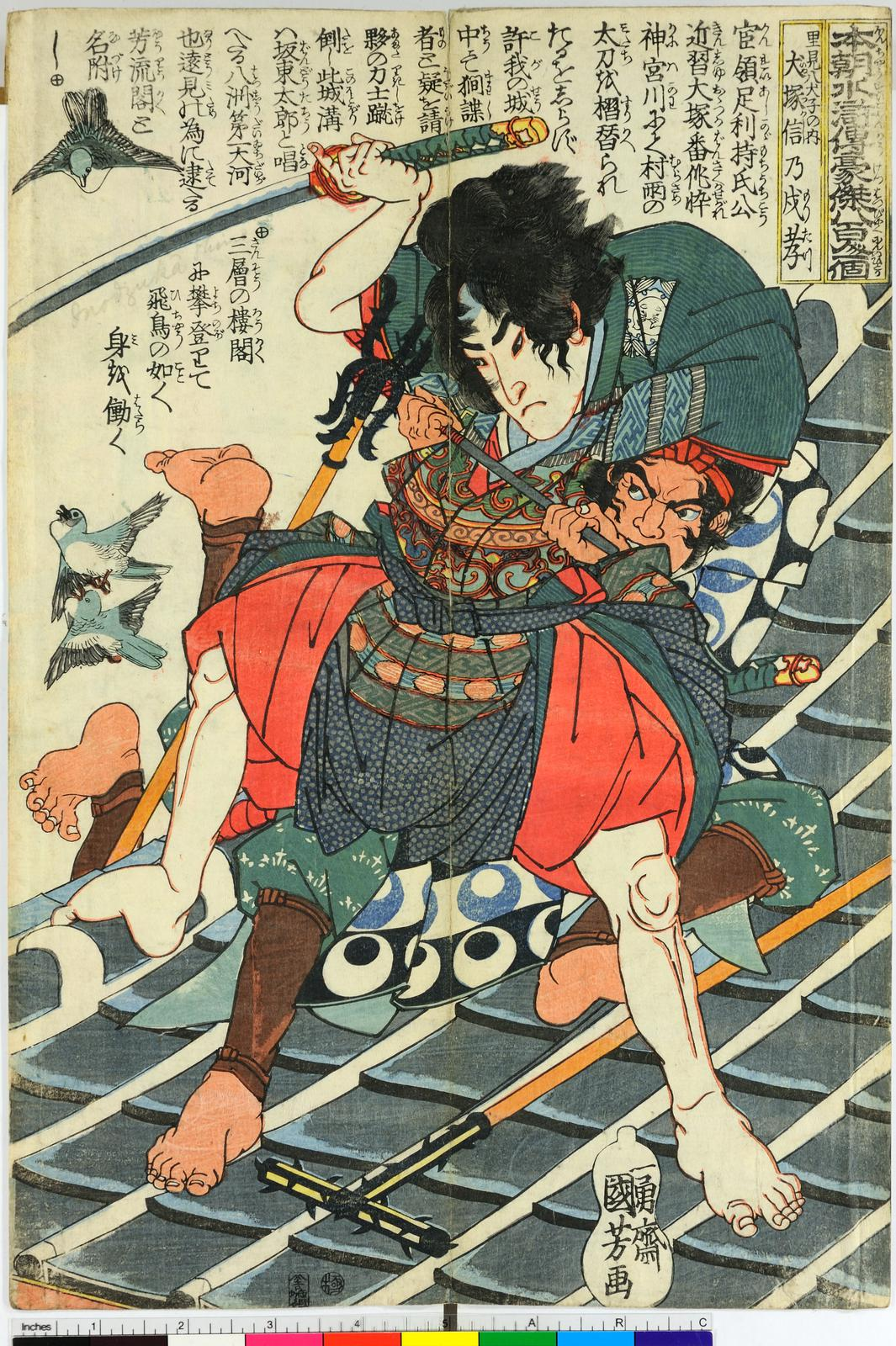
犬塚信乃戍孝
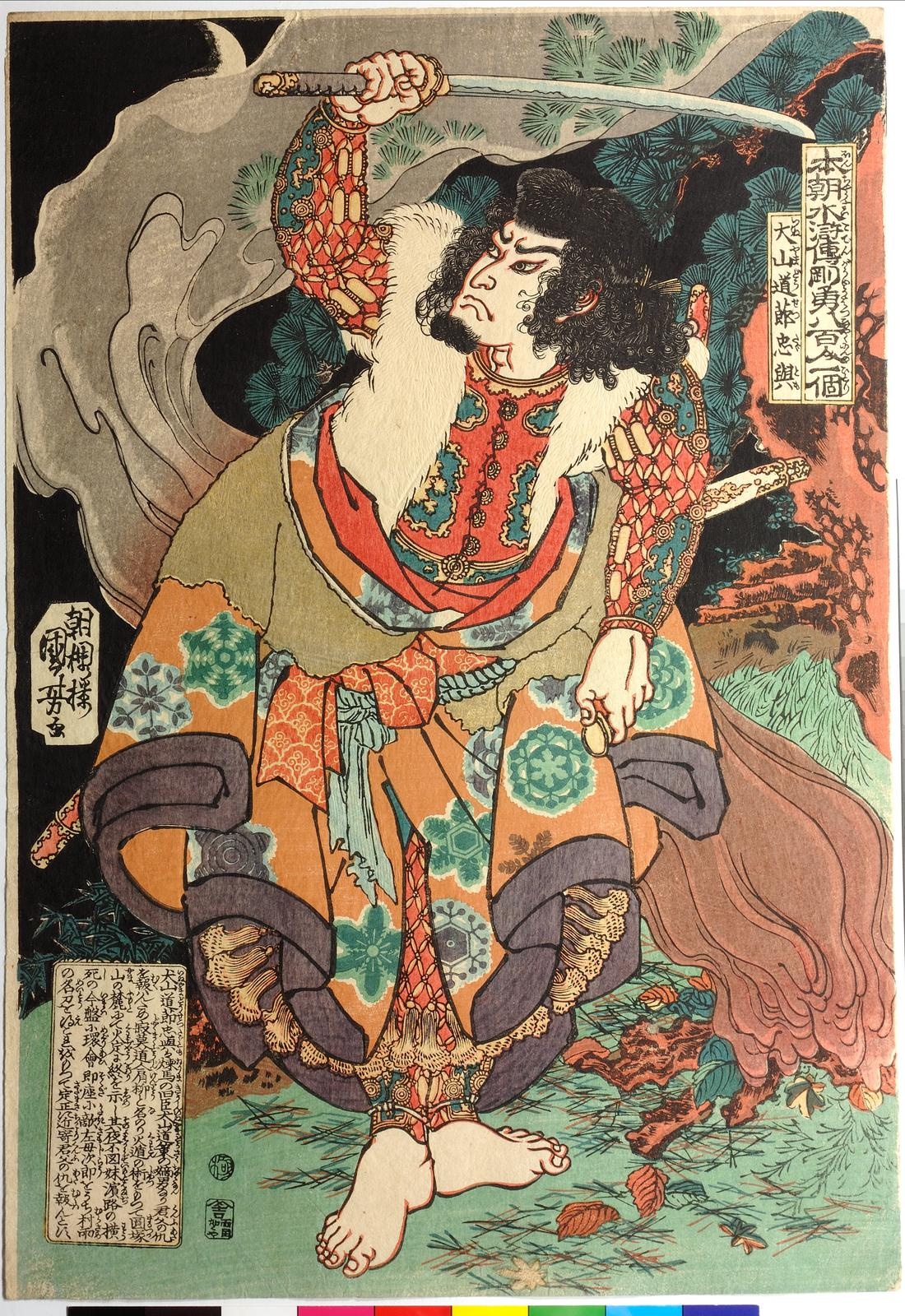
犬山道節忠與
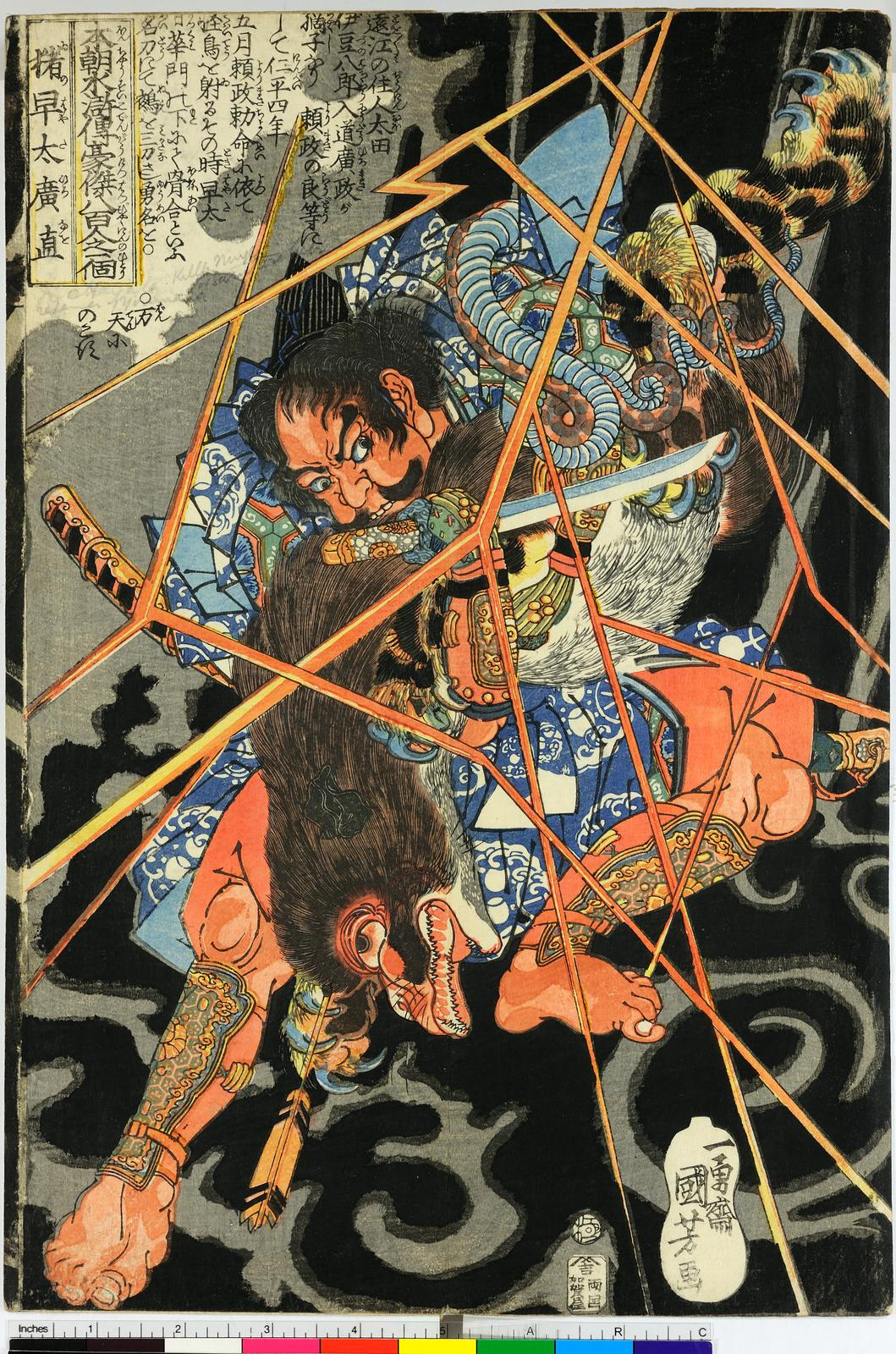
猪早太廣直
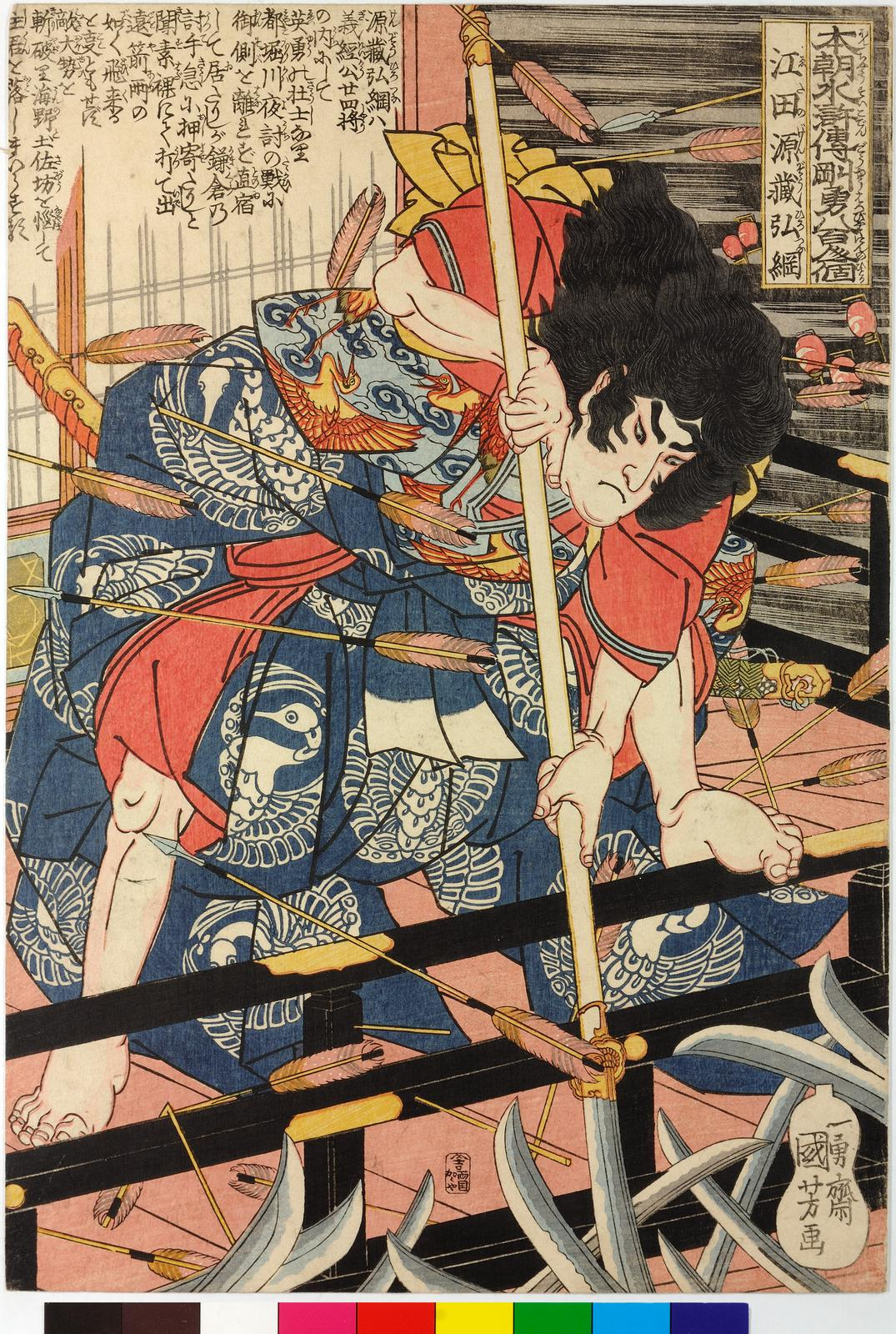
江田源蔵弘綱
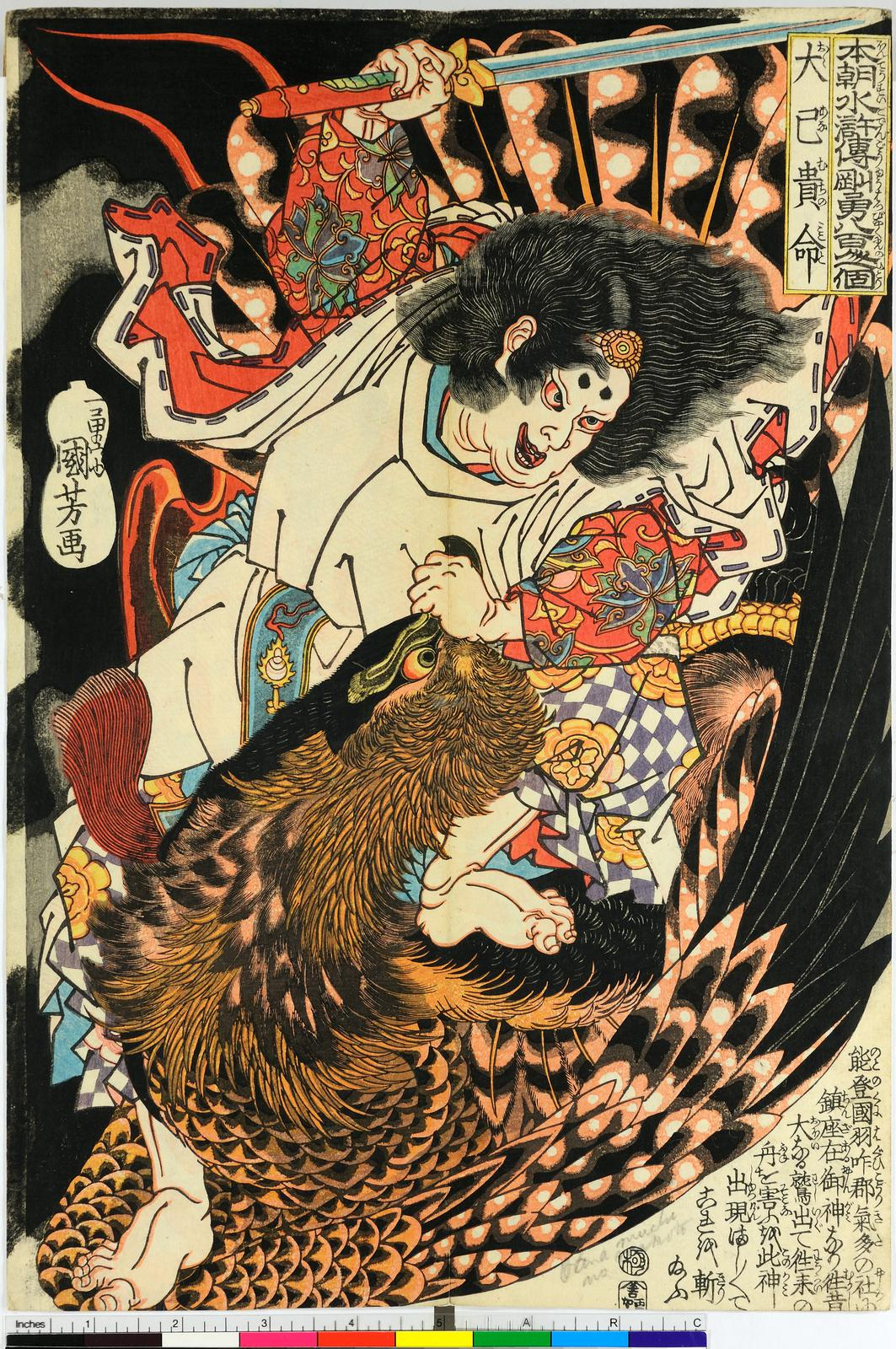
大己貴命
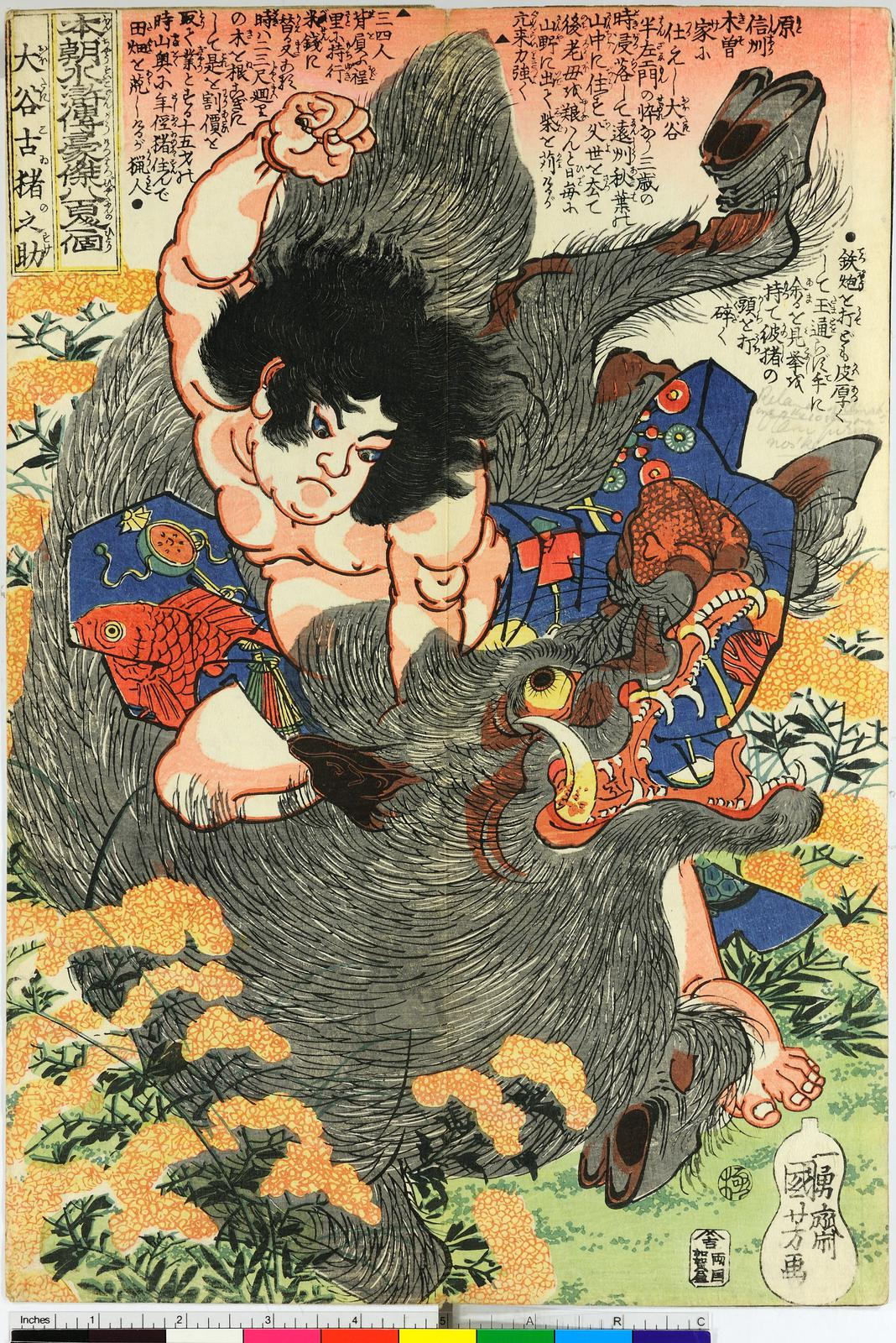
大谷古猪之助
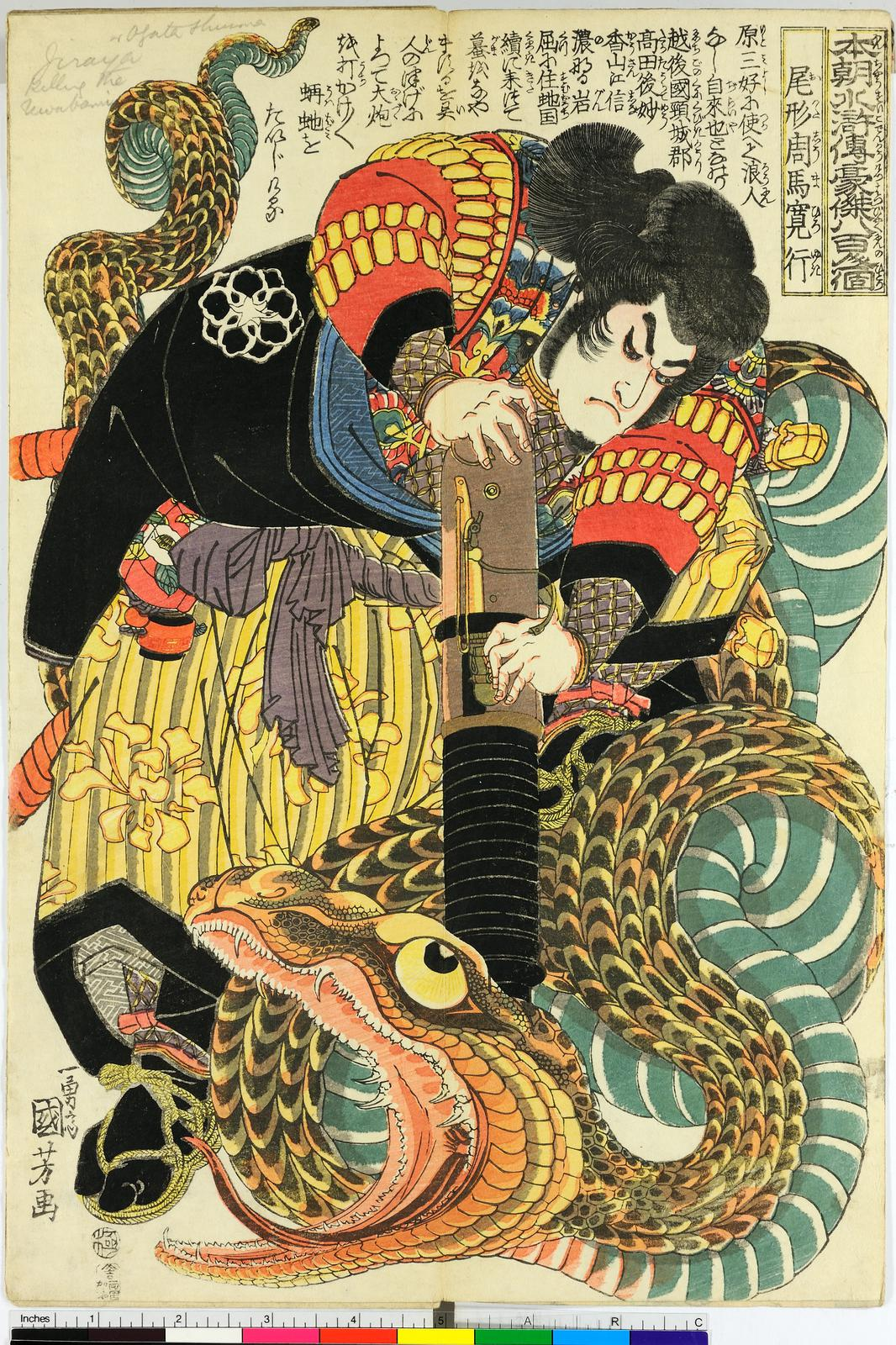
尾形周馬寛行
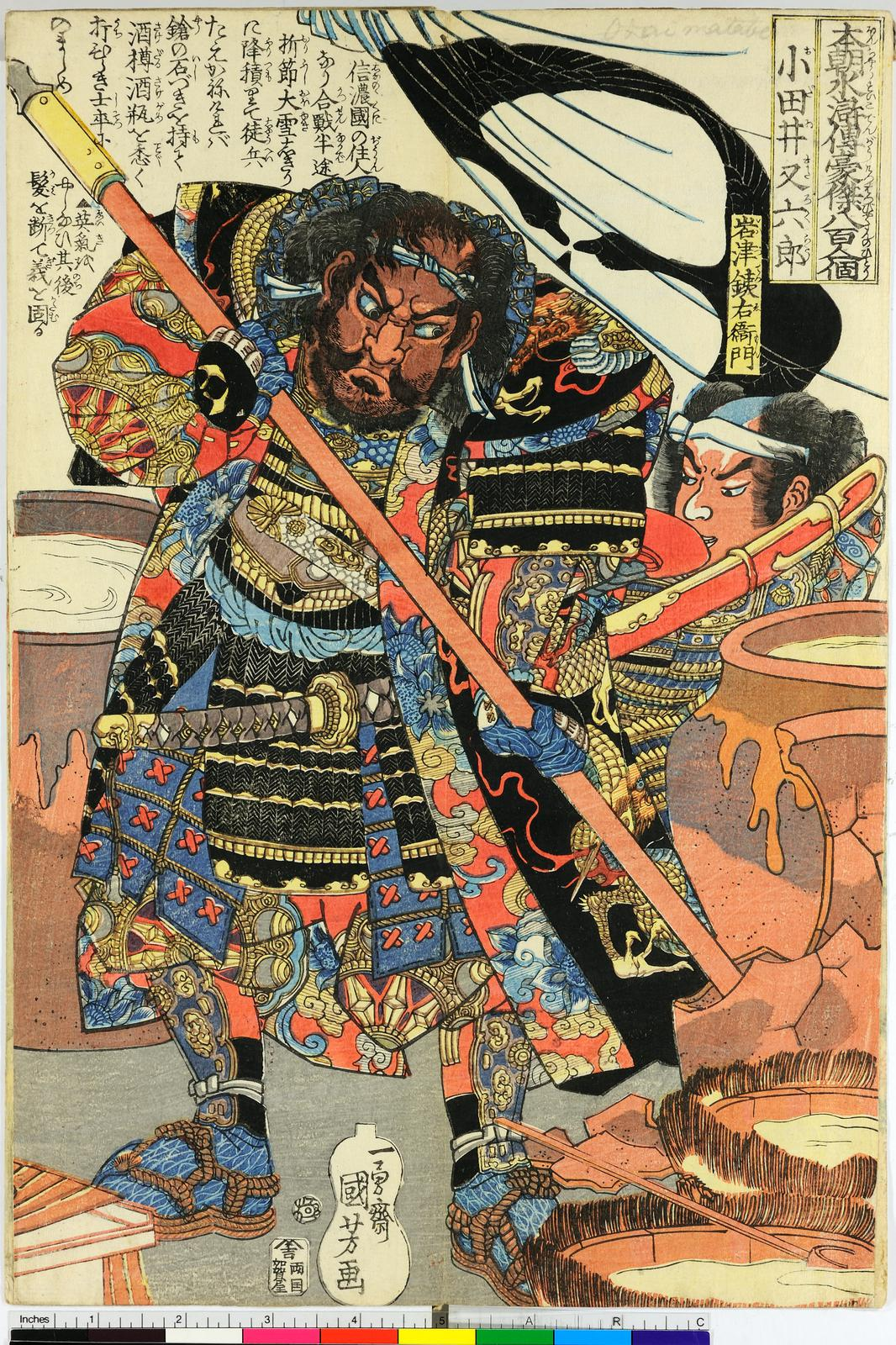
小田井又六郎
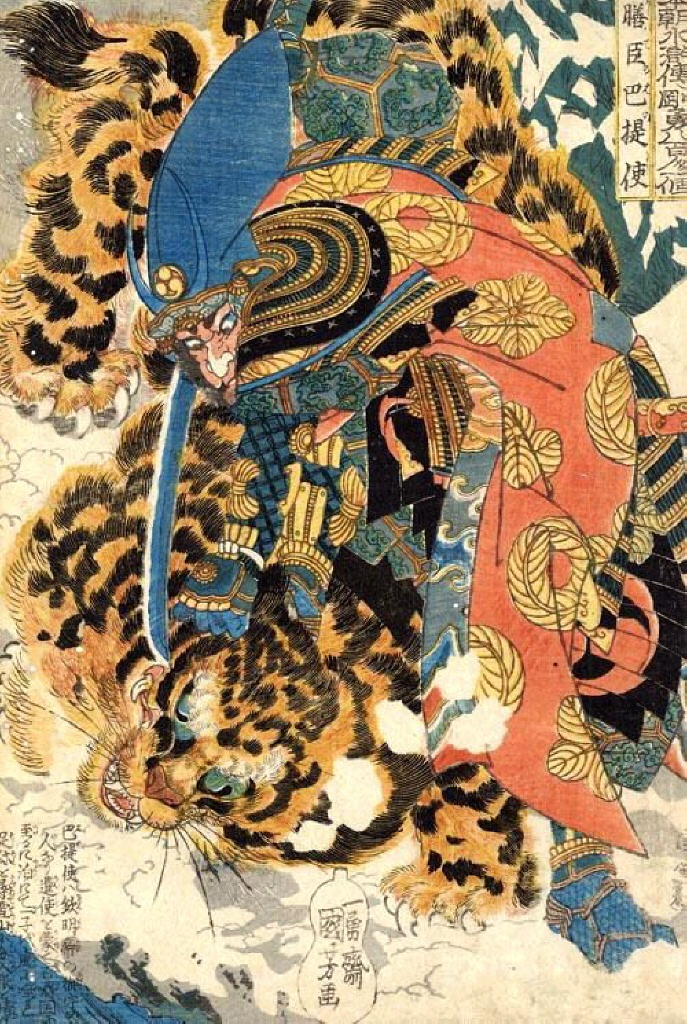
膳臣巴提使
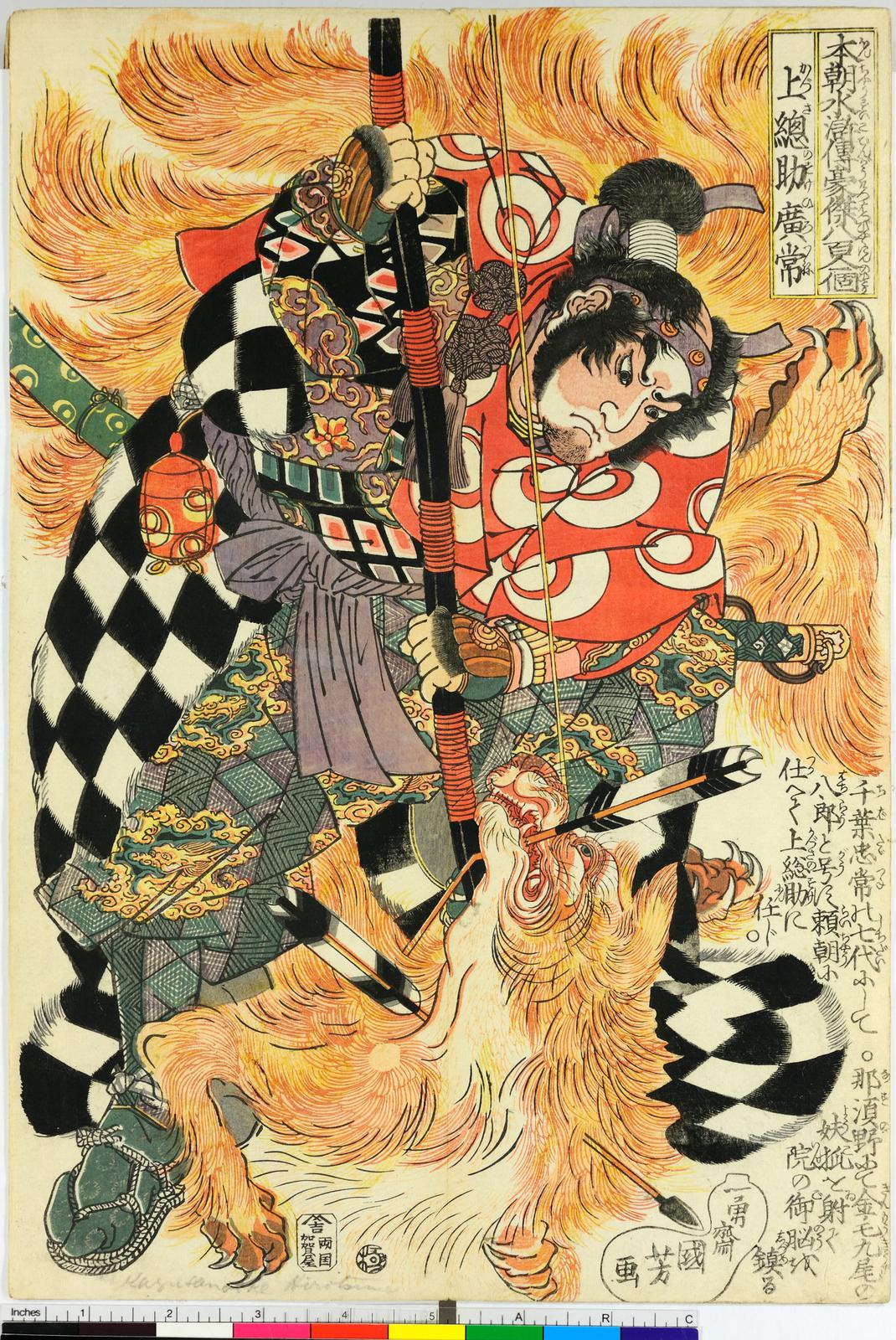
上総助廣常
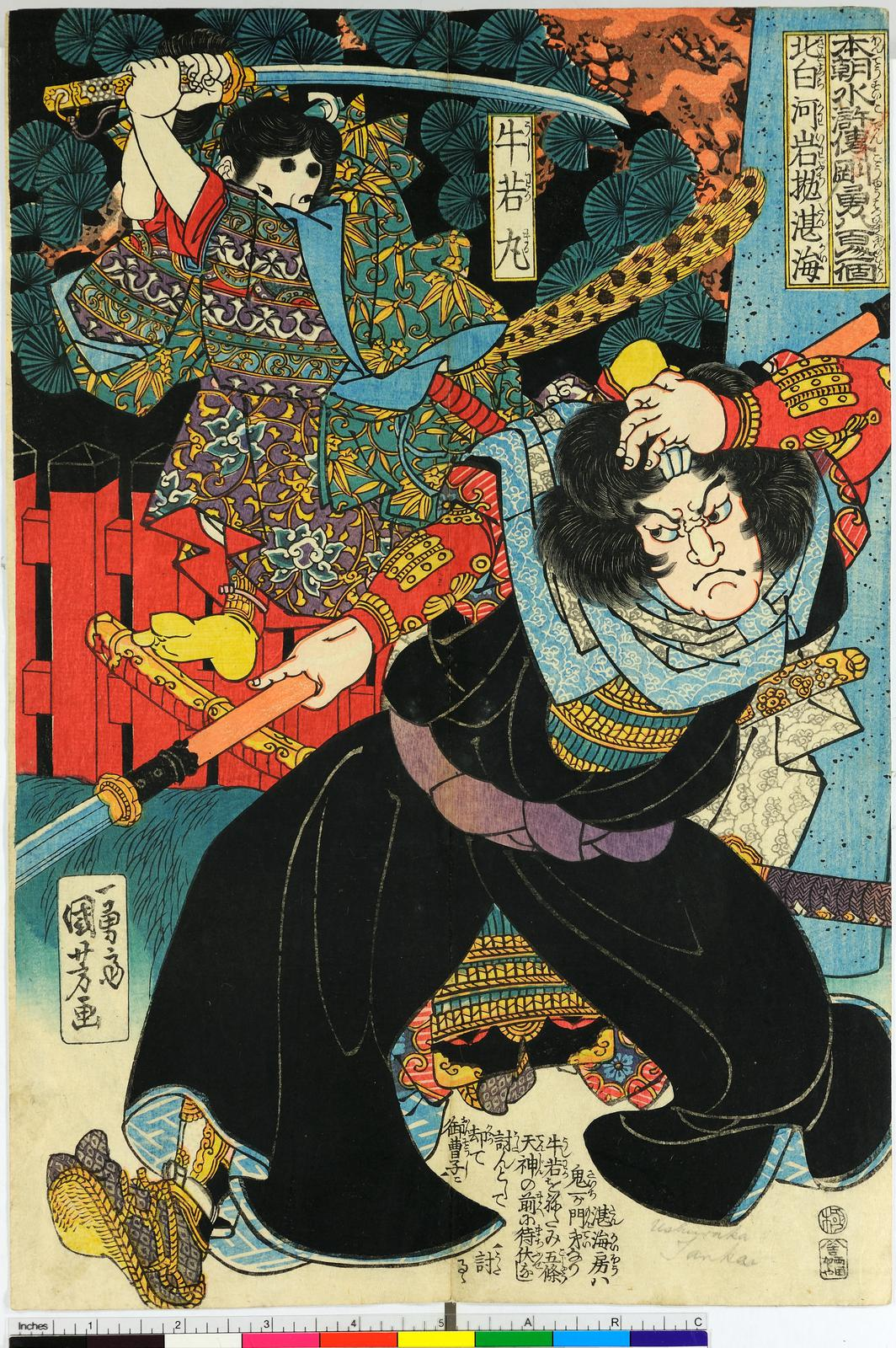
北白河岩抛湛海
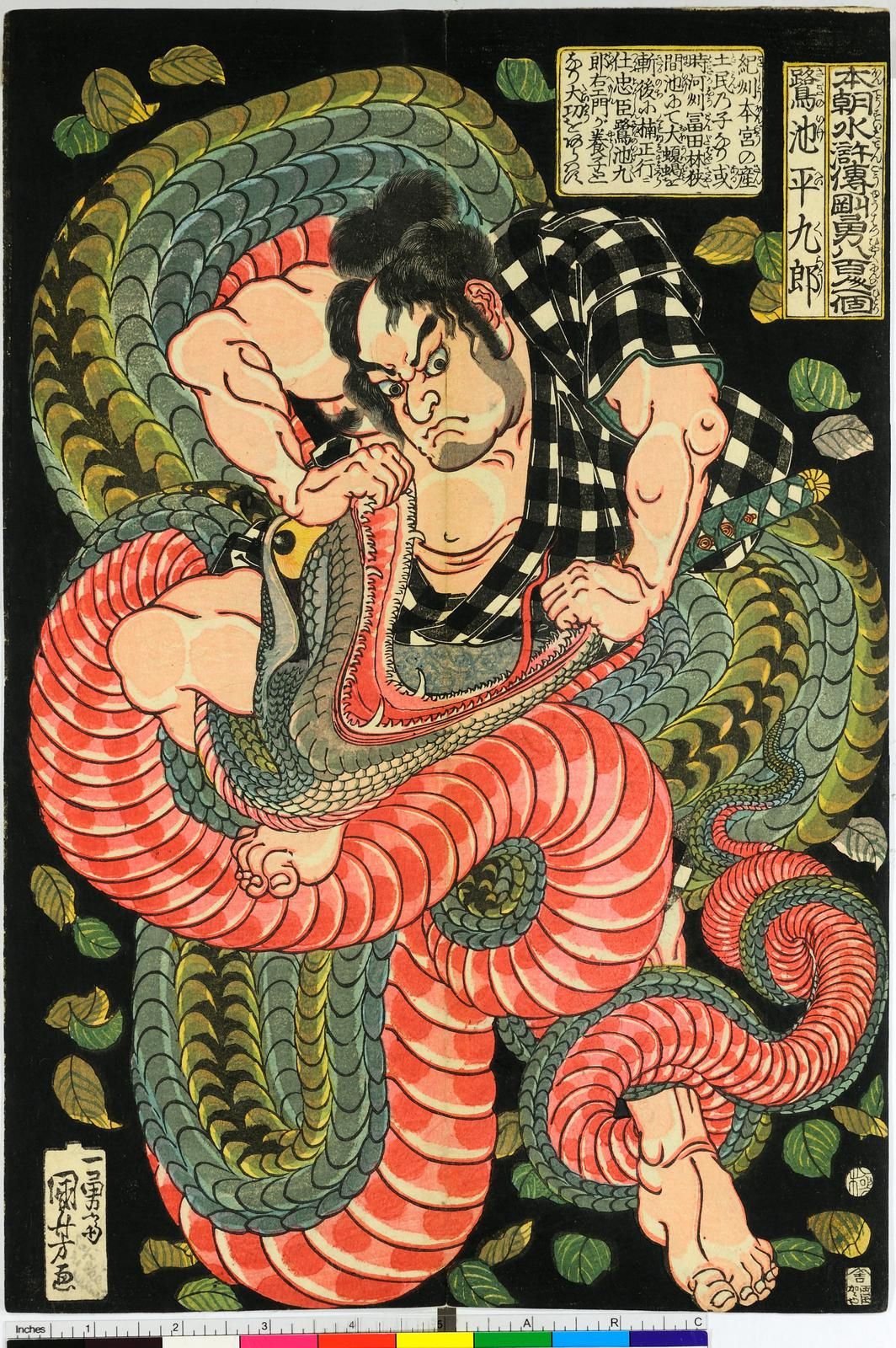
鷺池平九郎
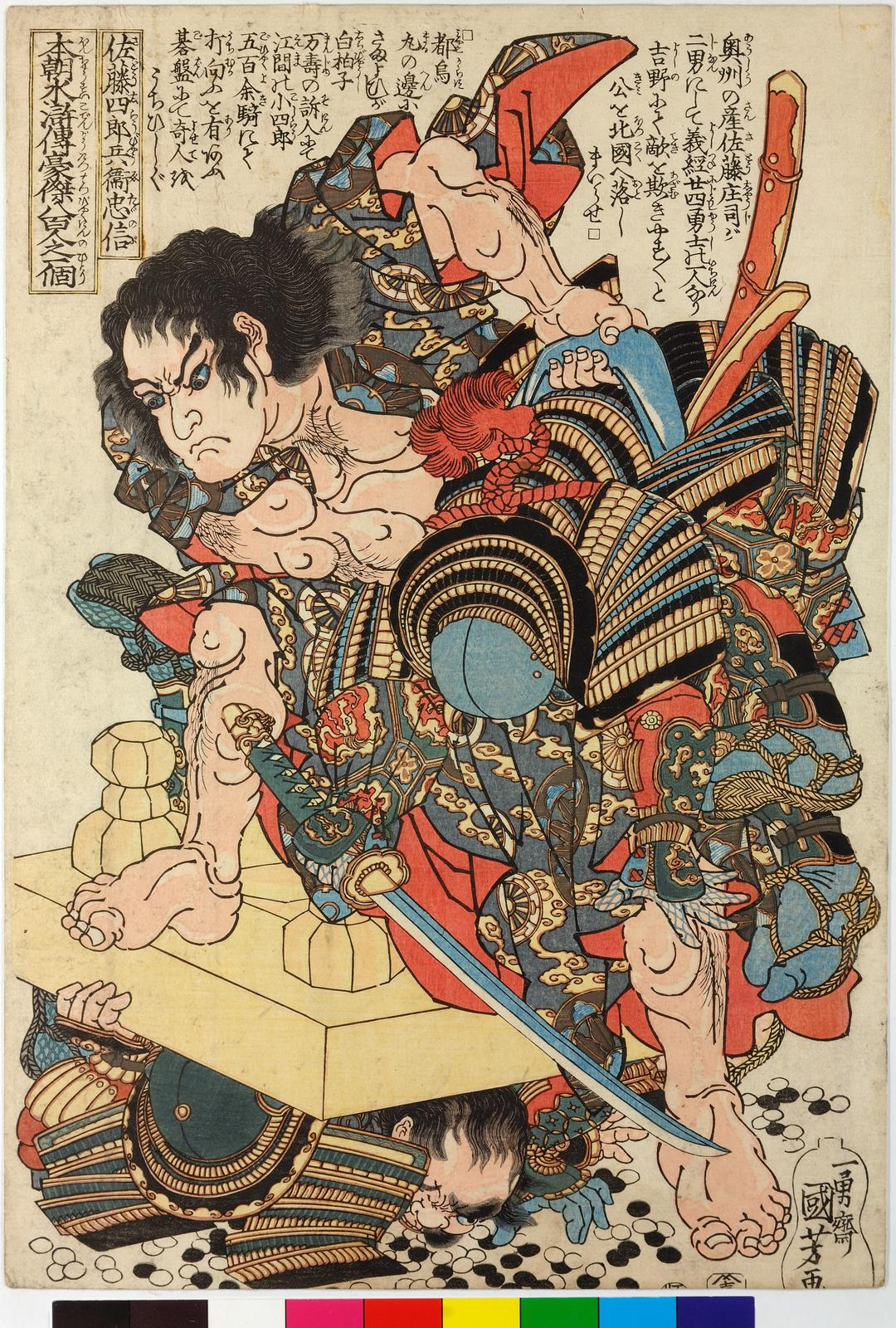
佐藤四郎兵衛忠信
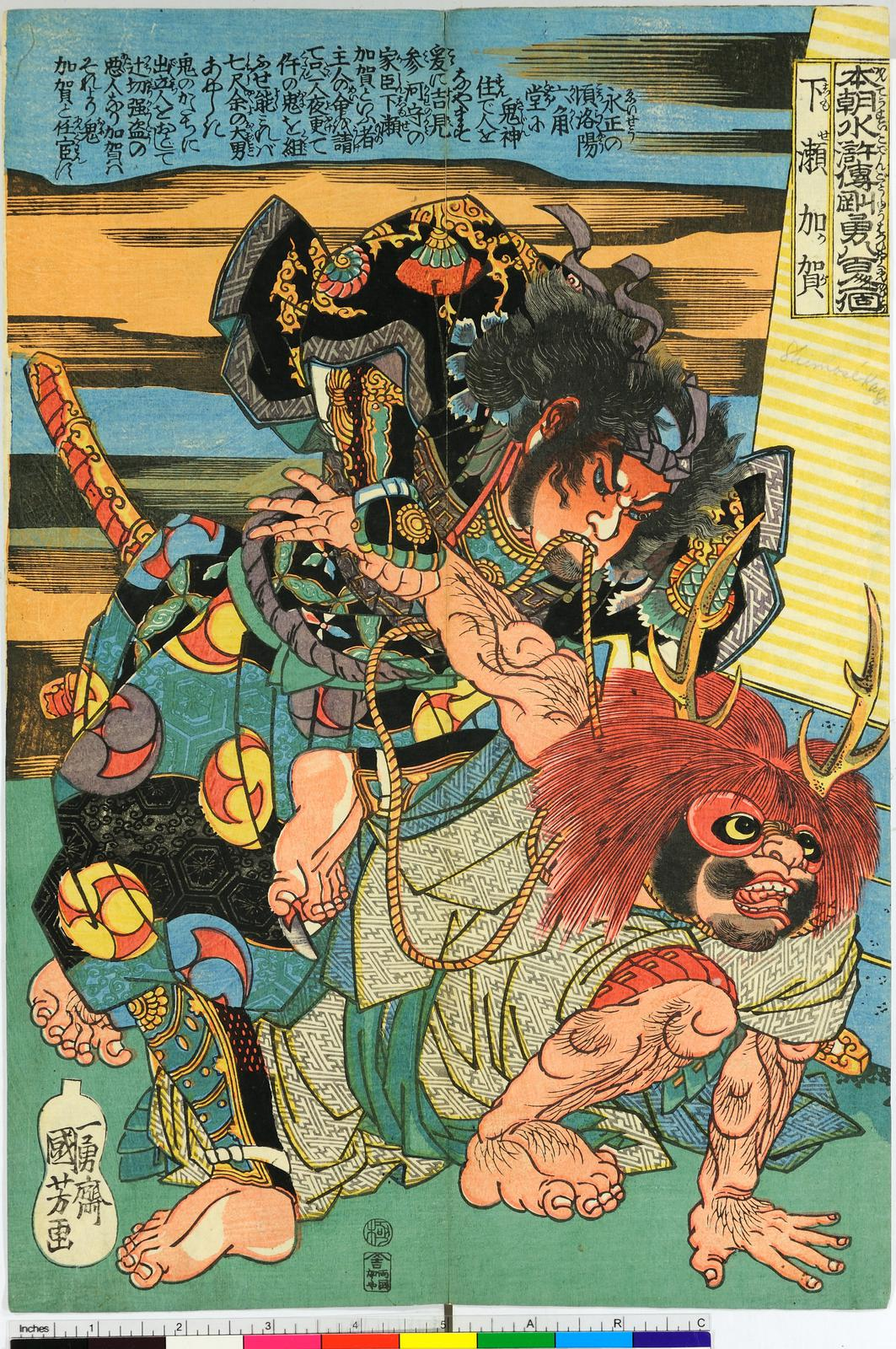
下瀬加賀
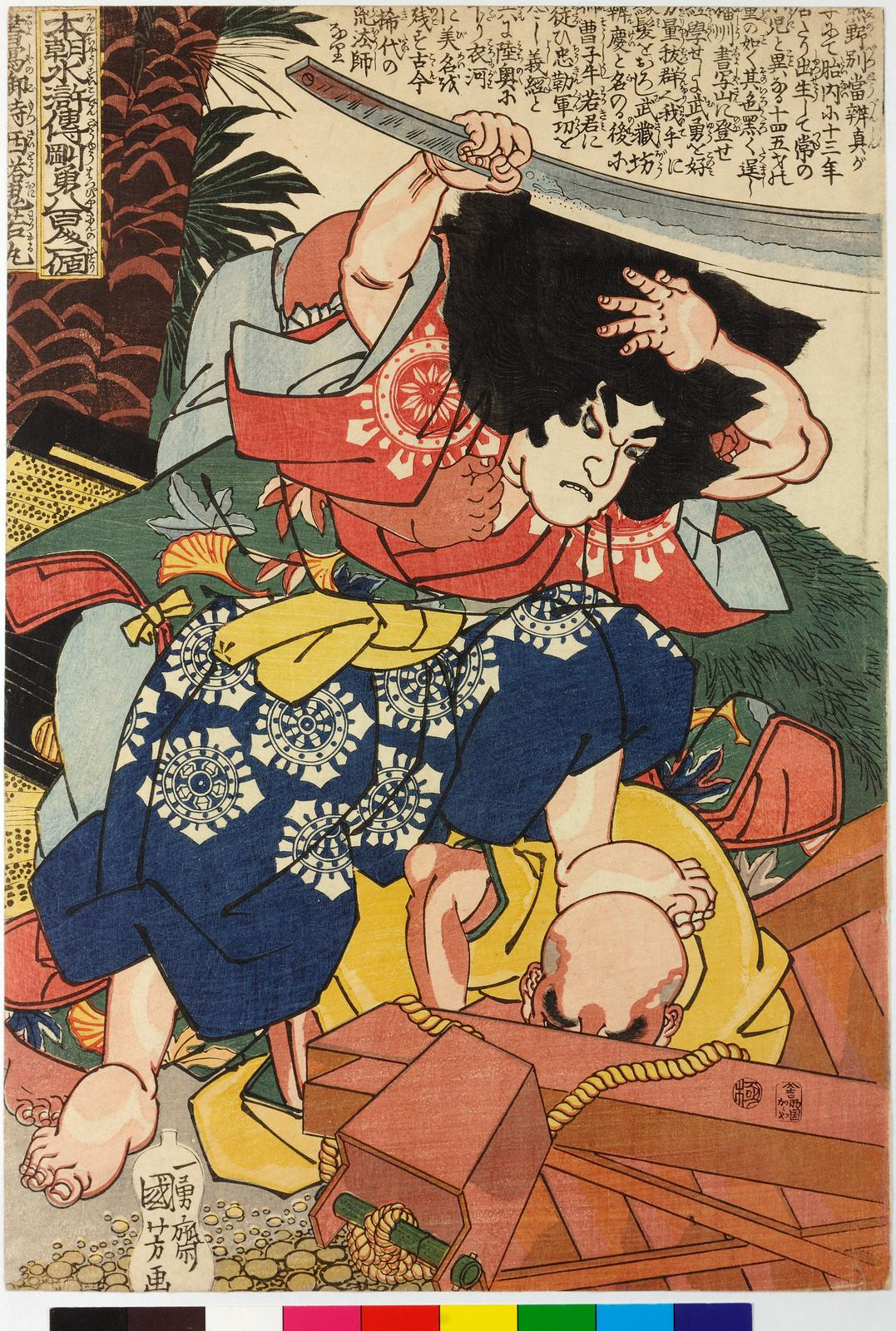
書寫御持西塔鬼若丸
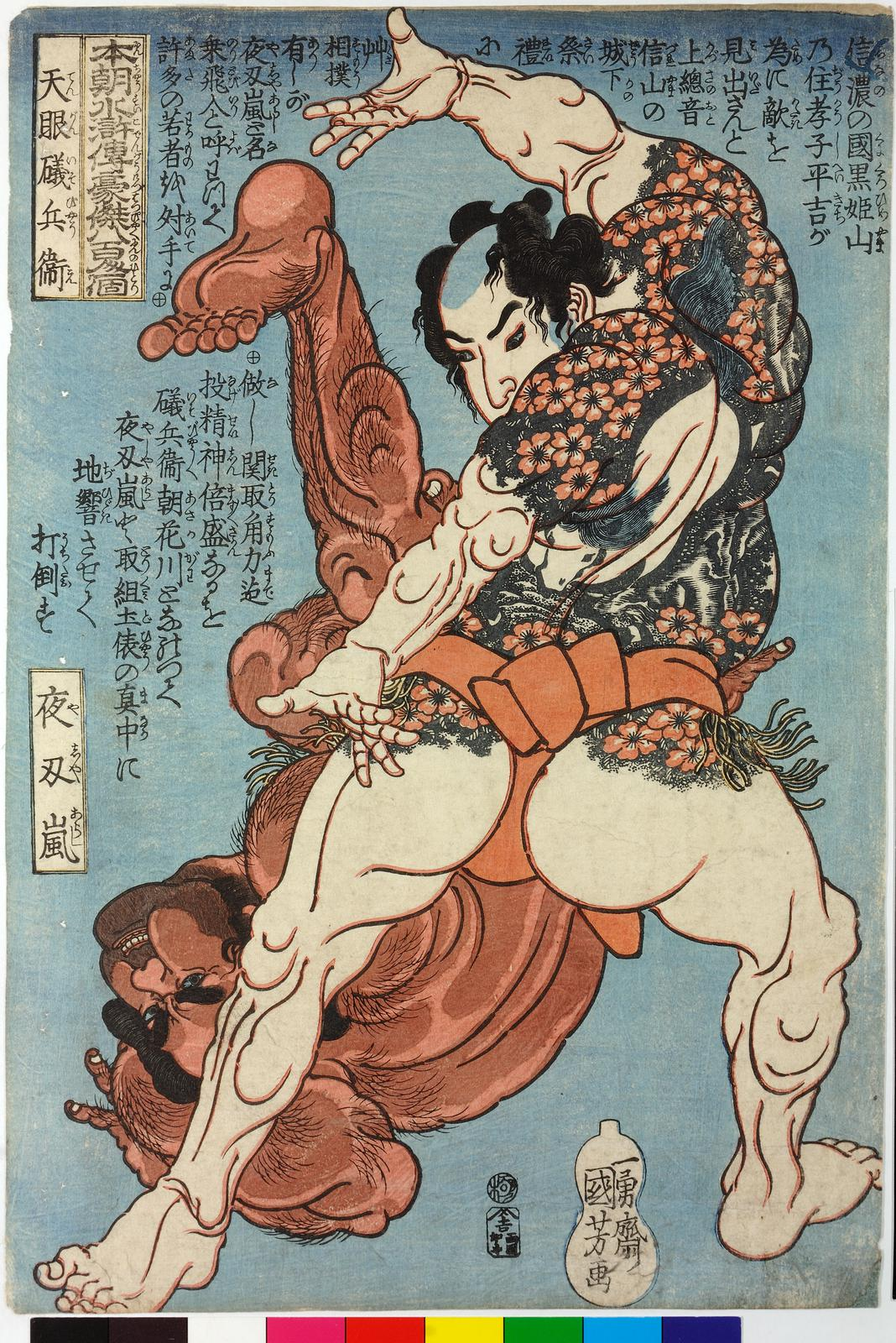
天眼磯兵衞
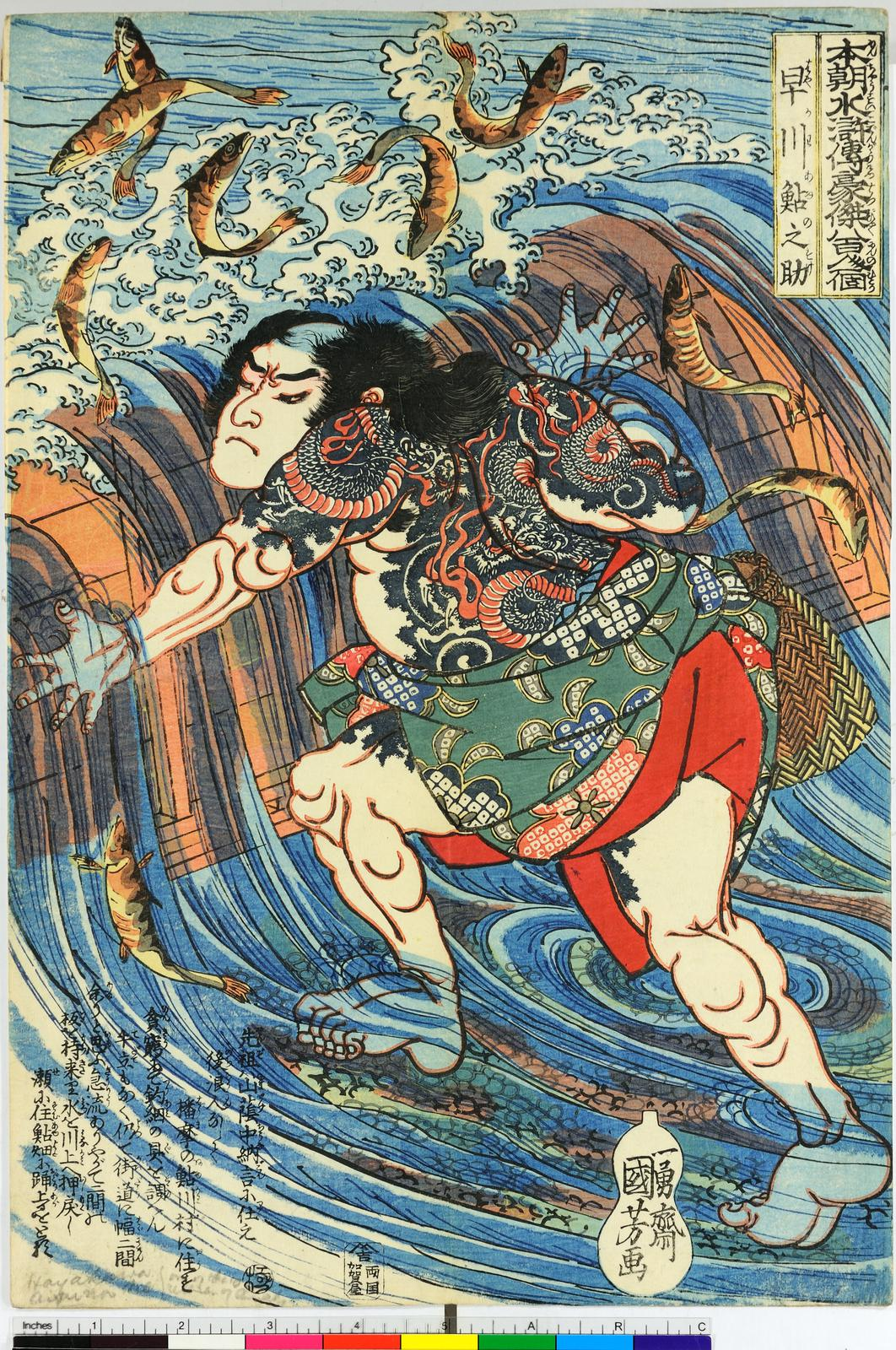
早川鮎之助
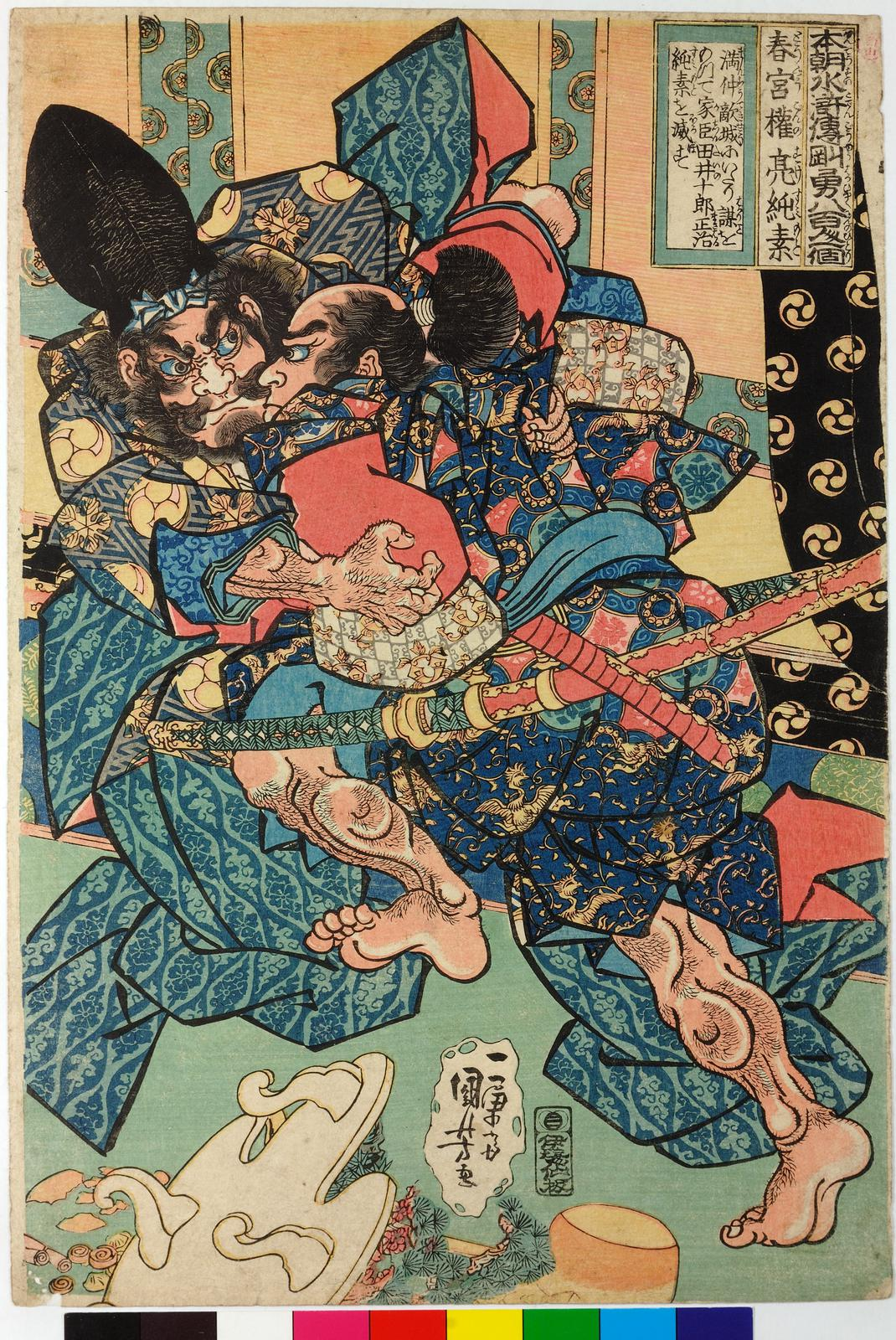
春宮権助純素
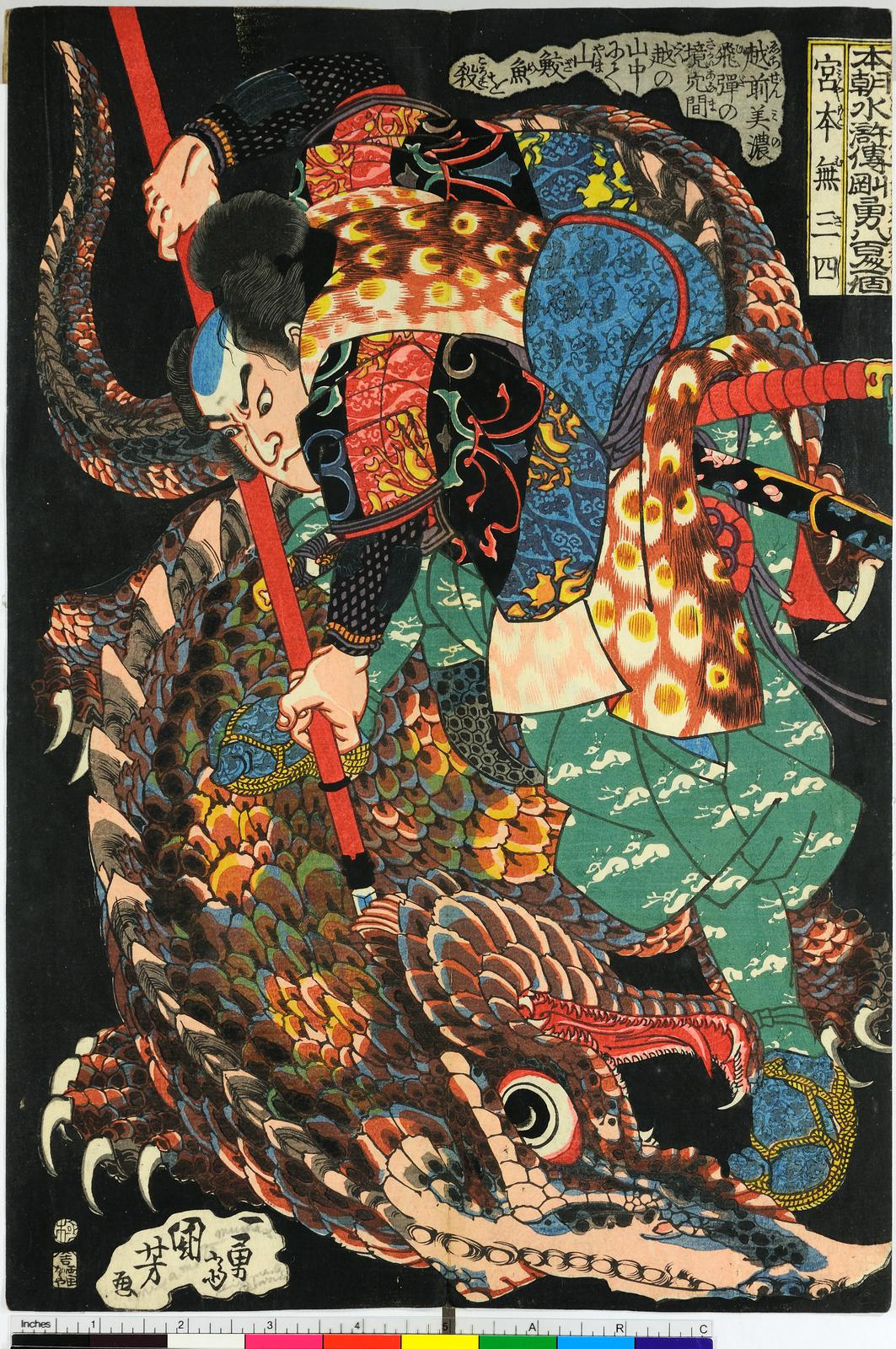
宮本無三四
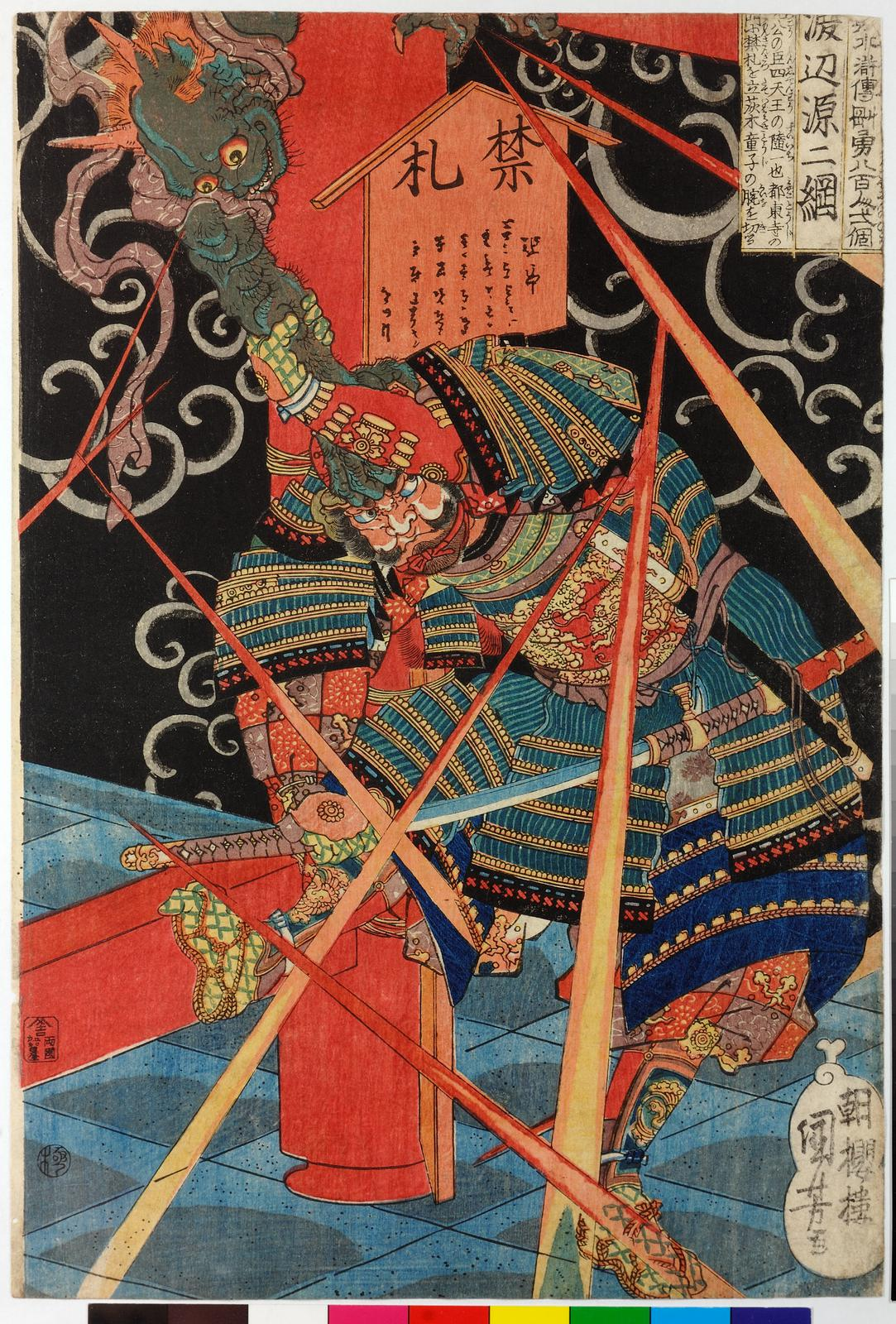
渡辺源二綱

### 二枚続

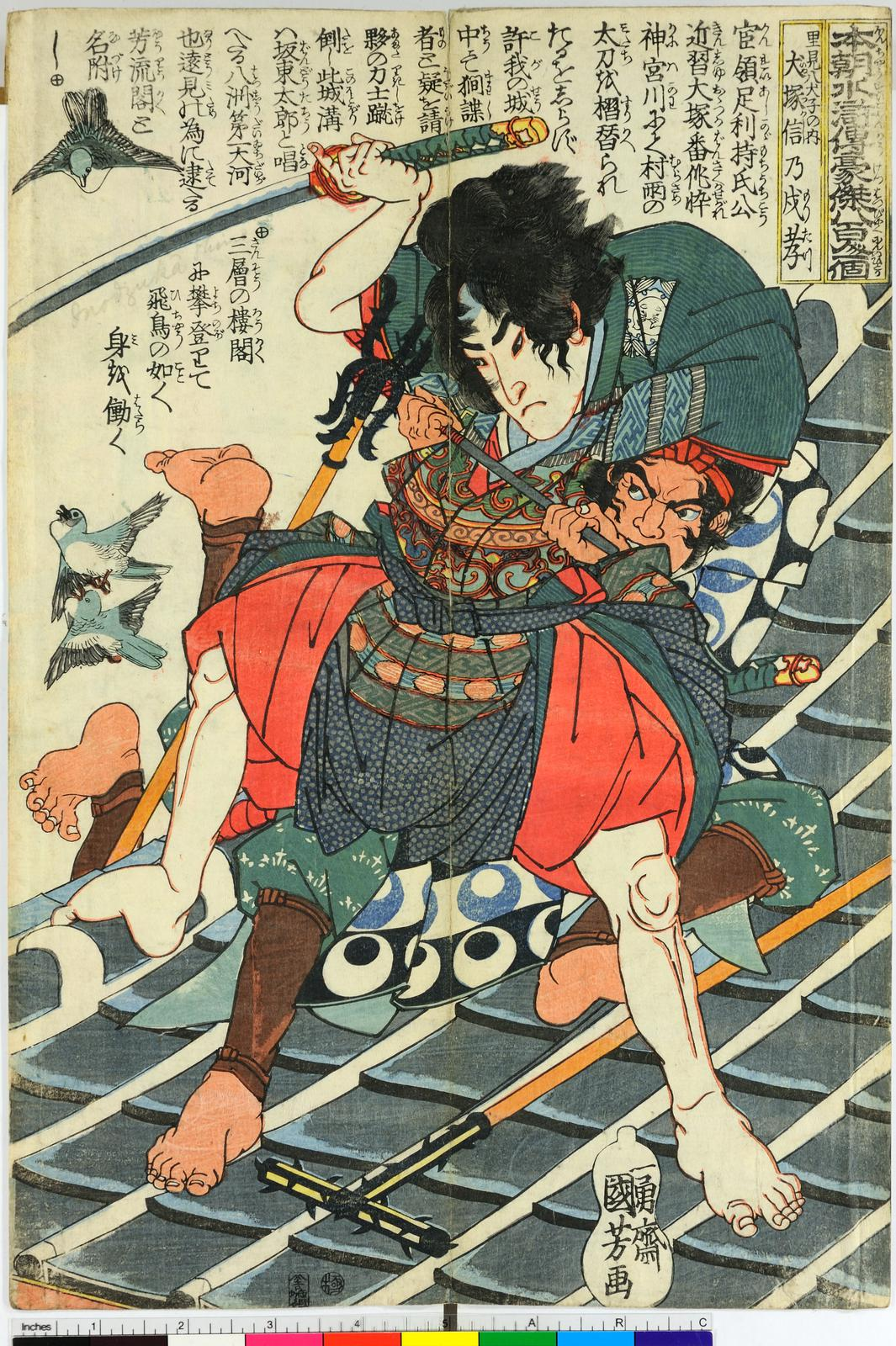
犬塚信乃戍孝（上）
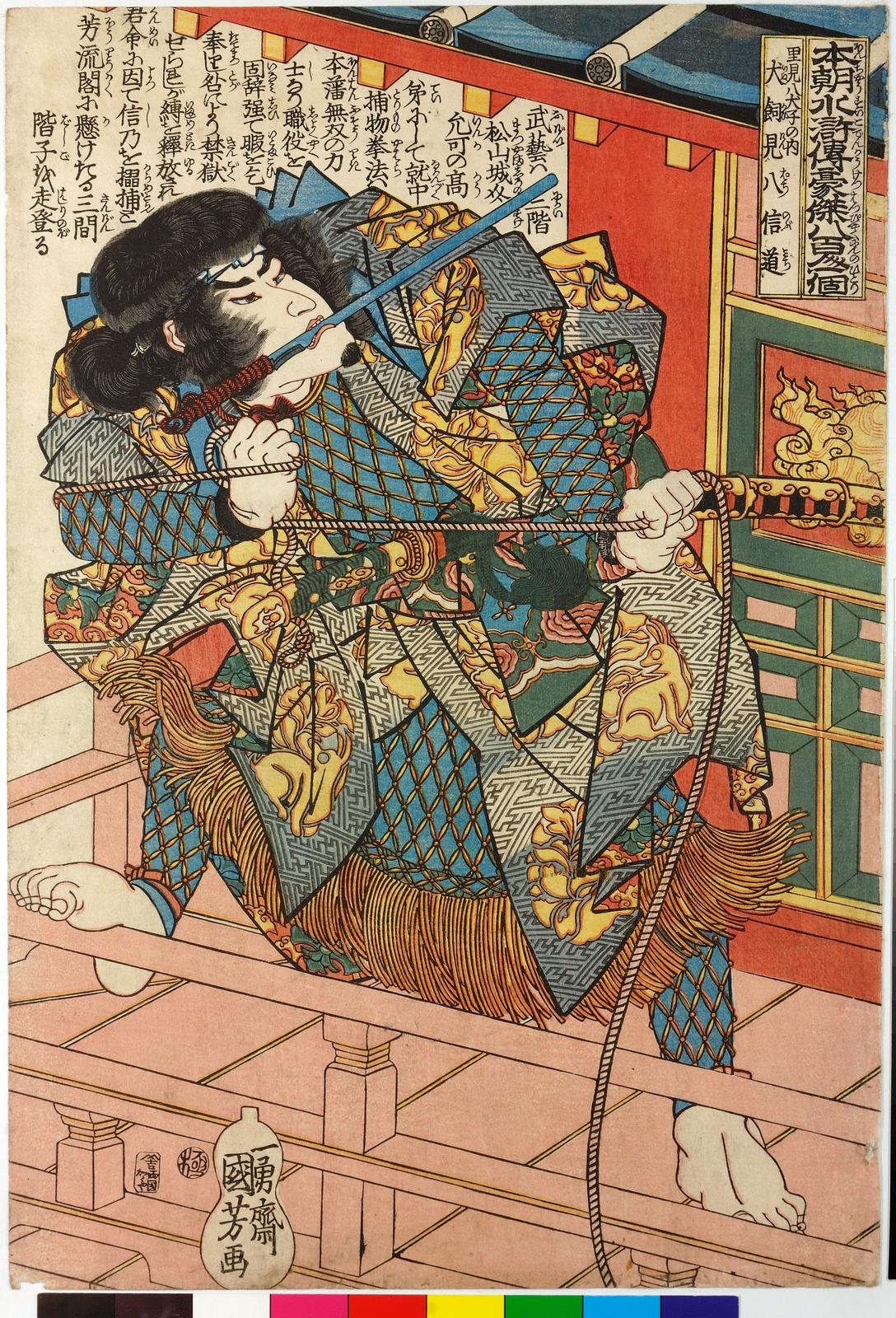
犬飼見八信道（下）